# Жохов, Яков Андреевич
Яков Андреевич Жохов (1753 — 4 марта 1827) — генерал-лейтенант российского флота (1807), из дворянского рода Жоховых.

## Биография
С февраля 1764 поступил в Морской Корпус кадетом, гардемарин (1765), мичман (июль 1769). Офицер Балтийского флота.
Отличился в Архипелагской экспедиции (1769—1775), где на корабле «Святой Яннуарий» участвовал в Морейской экспедиции (1770) и Чесменском сражении (1770), крейсировал в Архипелаге и принимал участие в атаках на турецкие береговые крепости (1771—1775).
В апреле 1773 года произведён в лейтенанты флота. В 1775 году вернулся в Кронштадт. В 1777—1779 годах командовал придворной яхтой «Счастье», галерами «Лемнос» и «Рак», плавал к Выборгу.
В январе 1781 года произведён в чин капитан-лейтенанта. В 1781—1782 годах на корабле «Виктор» плавал в эскадре адмирала Сухотина из Кронштадта в Ливорно (и обратно).
В 1785 году командовал фрегатом «Премислав». В мае 1786 года за усердную службу был произведен в капитаны 2-го ранга. В 1787 году командовал линейным кораблём «Храбрый». Участник русско-шведской войны 1788—1790 годов.
В 1788—1789 году командовал линейным кораблем «Св. Александр Невский», крейсировал в Балтийском море и у Копенгагена (1788) в эскадре адмирала фон Дезина, сражался со шведами в бою у Барезунда (1789) в составе отряда капитана Тревенена.
В 1790 году, командуя линейным кораблем «Св. Иоанн Богослов», участвовал в сражении при Биорко со шведским гребным флотом. 6 июля 1790 года за отличие произведён в капитаны 1-го ранга и 30 сентября 1790 года награждён орденом Св. Владимира 4-й степени.
26 ноября 1790 года за выслугу в 18 морских кампаний награждён орденом Св. Георгия 4-го класса.
В 1792—1796 годах — капитан над Роченсальмским портом.
С февраля 1797 — советник в Интендантской экспедиции. 13 ноября 1798 года награждён орденом Св. Анны 2-й степени.
В январе 1799 года произведён в генерал-майоры флота.
В 1802—1806 начальник Счетной комиссии флота. Произведён в генерал-лейтенанты флота (12 декабря 1807) и назначен присутствующим в Адмиралтейств-коллегии.
С октября 1810 назначен в присутствующие члены Генерал-аудиториата флота.
С 1813 — член Адмиралтейств-Коллегии.
12 декабря 1816 года награждён за службу орденом Св. Анны 1-й степени.
Скончался 4 марта 1827.
Его старший брат Александр Андреевич (1748—1823) также дослужился до чина генерал-лейтенанта флота и был главным командиром Астраханского военного порта.